# Ралло, Вито
Вито Ралло (итал. Vito Rallo; 30 мая 1953, Мадзара-дель-Валло, Италия) — итальянский архиепископ и ватиканский дипломат, доктор обоих прав. Титулярный архиепископ Альбы Нумидийской с 12 июня 2007. Апостольский нунций в Буркина-Фасо и Нигере с 12 июня 2007 по 15 января 2015. Апостольский нунций в Марокко с 12 декабря 2015 по 30 июня 2023.

## Биография
Вито Ралло родился 30 мая 1953 году в городе Мадзара-дель-Валло, Италия. 1 апреля 1979 года был рукоположён в священника.
С 20 февраля 1988 года стал служить в дипломатической службе Святого Престола в дипломатических представительствах в Корее, Сенегале, Мексике, Канаде, Ливане и Испании.
В 2004 году Вито Рало был назначен специальным представителем и постоянным наблюдателем Святого Престола в Европейском Союзе. Эту должность он занимал до 2007 года.
12 июня 2007 года Римский папа Бенедикт XVI назначил Вито Ралло титулярным архиепископом Альбы Нумидийской и апостольским нунцием в Буркина-Фасо и Нигере. 28 октября 2007 года состоялось рукоположение Вито Ралло в епископа, которое совершил кардинал Тарчизио Бертоне в сослужении с епископом Мадзара-дель-Велло Доменико Могаверо и архиепископом Купела Серафином Франсуа Руамбой.
15 января 2015 года вышел в отставку со всех постов.
12 декабря 2015 года назначен апостольским нунцием в Марокко.
30 июня 2023 года Папа Франциск принял отставку с должности апостольского нунция в Марокко, представленную монсеньором Вито Ралло, воспользовавшись возможностью, предоставляемой ст. 20, § 2 Положения о папских представительствах.